# Крегор Зірк
Крегор Зірк (3 липня 1999) — естонський плавець. Учасник Чемпіонату світу з водних видів спорту 2017 на дистанції 100 метрів вільним стилем. На Чемпіонаті світу з водних видів спорту 2019 змагався на дистанціях 200 і 400 метрів вільним стилем, а також 100 і 200 метрів батерфляєм. На 400 м вільним стилем посів 19-те місце.